# Escassefort
Escassefort – miejscowość i gmina we Francji, w regionie Nowa Akwitania, w departamencie Lot i Garonna.
Według danych na rok 1990 gminę zamieszkiwało 540 osób, a gęstość zaludnienia wynosiła 39 osób/km² (wśród 2290 gmin Akwitanii Escassefort plasuje się na 683. miejscu pod względem liczby ludności, natomiast pod względem powierzchni na miejscu 826.).